# Mamuralia

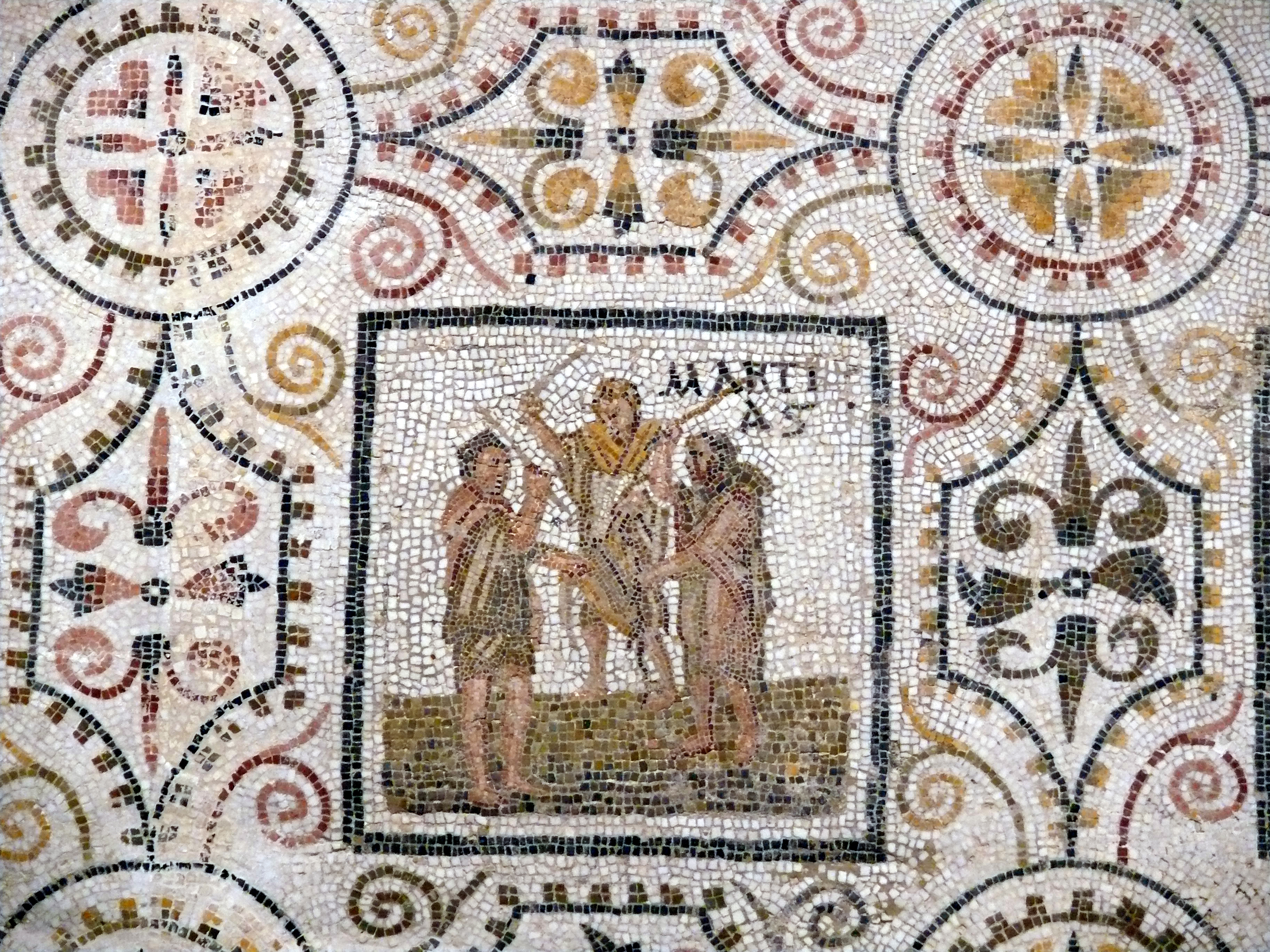
Mosaic del, trobat a El Djem (Tunísia), que representa el mes de març, època de l'any en la qual se celebrava la Mamuralia.

La Mamuràlia o Sacrum Mamurio era una festivitat de la religió a l'antiga Roma que se celebrava el 14 o 15 de març. Segons descriu l'historiador Joan Laurenci en la seva obra De Mensibus, el ritual consistia a copejar amb pals un home d'edat avançada vestit amb pells d'animal. La paraula Mamuralia deriva del nom del forjador dels escuts sagrats (ancilia), que es deia Mamurius Veturius. Com que l'antic calendari dels romans començava al març, es creu que el Sacrum Mamurio podria ser un ritual per a marcar la transició entre l'any que acabava i l'any nou.

## Mamurius Veturius
Segons la llegenda Mamurius Veturius va ser l'home al qui el rei Numa Pompili, va encomanar fer onze escuts que fossin una còpia idèntica a un escut (ancilia) que li havia caigut del cel mentre feia una pregària als déus demanant que Roma fos la ciutat que dirigís totes les altres. La raó d'aquestes còpies era que si algú els volgués prendre aquest objecte sagrat no el pogués trobar, encara que estigués desat en un lloc conegut per tothom, el temple de Mart. Aquests escuts eren la garantia sagrada de l'estat romà (pignora imperii).
Els escuts estaven sota la custòdia d'uns sacerdots anomenats Salii. Com a pagament pel seu treball, el nom del forjador era recordat en uns versos que cantaven aquests sacerdots, en un cant anomenat "Carmen saliari" mentre feien una dansa amb els ancils. Han sobreviscut alguns fragments d'aquest cant en els quals, efectivament, apareix el nom de Mamurius.
Es creu que Mamurius també va ser l'autor de la restauració de l'estàtua de bronze del déu Vertumne, a la qual se li havia trencat una fulla.
En un poema de Properci es diu que era desig dels déus que la terra dels oscs no veiés desgastar les mans de Marmurius. D'aquí s'ha deduït aquest forjador devia ser d'origen osc, cosa que confirma el seu cognom Veturius, que només el portaven oscs i etruscs.
L'any 269, hi va haver un emperador efímer, Marcus Aurelius Marius Augustus, al qual li van posar el sobrenom de "Mamurius Veturus" perquè de jove havia exercit l'ofici de forjador.

## Calendari
L'escut sagrat va caure del cel el primer dia de març que, segons el calendari instituït pel fundador de Roma, Ròmul, era el desè mes de l'any i també l'últim. Era el mes en honor del déu Mart. El rei Numa va reformar el calendari de manera que l'any va tenir dotze mesos i per això se'n van fer onze còpies, perquè hi hagués un ancile per a cada mes de l'any.
La paraula Mamuralia només apareix en calendaris a partir del segle iv. En la "Cronografia del 354" apareix aquesta festa situada a mitjan mes. Però en els calendaris més antics per aquestes dates se celebrava l'Equirria, una festa diferent, amb curses de carros. Un altre nom de la festa era Anna Perenna. Jane Ellen Harrison explica aquesta dualitat partint de la idea que Anna Perenna fos l'equivalent femení de Mamurius, i representaria l'inici de l'any lunar així com Mamurius ho era de l'any solar. Probablement en l'antic calendari, la Mamuralia devia coincidir amb la primera lluna plena de l'any nou.
El nostre planeta tarda 365 dies i unes hores en completar la seva volta al sol,és a dir, un any, però això els antics romans no ho sabien amb exactitud i, per això, de tant en tant havien de fer reajustaments al seu calendari. H.S. Versnel ha argumentat que alguns d'aquests reajustaments van ser el motiu pel qual en els calendaris antics la Mamuràlia apareix a començament de març i en els posteriors a mitjan mes, perquè el darrer dia de l'any també havia canviat; i aquest seria també el motiu pel qual l'Equirria que anteriorment se celebrava el 27 de febrer passés al 14 de març. Mamurius, a partir d'aquest enfocament, va passar a estar associat amb Februarius, el mes de les purificacions i del record als difunts que, en un principi, eren rituals de finals d'any.
William Warde Fowler, en el seu assaig sobre festes romanes (1899) citava a
Theodor Mommsen amb qui coincidia en creure que el ritu havia sorgit a partir d'un mite i se l'havia acabat relacionant amb l'Equirria amb el que no tenia res a veure en el seu origen.

## Estudis sobre el nom
Pel que fa a la paraula "Veturius", alguns autors interpreten que en realitat, més que ser un cognom, caldria interpretar-ho com un ritual de d'acabament d'any, per tant amb el qualificatiu vetus («vell») i Mamurius seria un personatge inventat per a personificar o simbolitzar aquest traspàs o també es podria tractar d'una forma, en el llenguatge dels oscs per a referir-se a Mart (Mamers en osc, Mavors en llatí). Mamercus era un nom de persona emprat per alguns romans, el qual derivava de la paraula Mamers, formada a partir d'un vocatiu de l'arrel de la paraula que designa el déu Mart; per tant Mamurius estaria relacionat amb el terme vocatiu Marmar que apareix en el Carmen Arvale, la cançó per al culte que feien servir els Fratres Arvales.
Varró feia una interpretació del nom Mamuri Veturi tal com apareix en els versos emprats pels Salii. El seu anàlisi el porta a situar-lo dins d'un camp semàntic que el relaciona amb la memòria; el terme meminisse («recordar») a partir del vers que diu «perquè allò que ha quedat en la memòria pot ser recuperat». Aquest autor situa el verb causal monêre, («advertir, recordar»), en el mateix grup explicant que l'acció verbal té el sentit de "crear un record o monimenta". En conseqüència el que Varró volia dir era que quan els Salii cantaven Mamuri Veturi, es referien simbòlicament a la memòria dels antics. Plutarc coincidia en aquesta interpretació, en un passatge sobre la vida del rei Numa.

## El ritu
L'autor que fa una descripció completa del ritu és Joan Laurenci (s.VI) en la seva obra De Mensibus. Un home vestit amb pells d'animal era copejat amb pals blancs, potser referint-se a que eren branquillons que havien estat pelats. El fet que es tracti d'un relat del segle vi posa en dubte la seva total fiabilitat, perquè en temps de Joan Laurenci ja no se celebrava. Servi Maure Honorat diu que hi havia un dia consagrat a Mamurius en què els sacerdots imitaven amb gestos els moviments del seu l'ofici, és a dir, els moviments d'un ferrer copejant per a forjar els escuts; cosa que potser Laurenci va malinterpretar com "copejar un home amb pals". En un fragment de Marc Minuci Fèlix afegeix la informació que es copejaven pells mentre es treia en processó els escuts sagrats pels carrers de la ciutat. Es van trobar a El Djem dos mosaics de l'època imperial que s'han identificat com una representació en imatges de la Mamuràlia. En ells s'hi veu tres homes, dos van amb bastons a les mans copejant l'altre que va vestit amb una pell d'animal; i al costat està el mes de març assenyalat com el primer mes de l'any.(Imatge del començament d'aquest article)

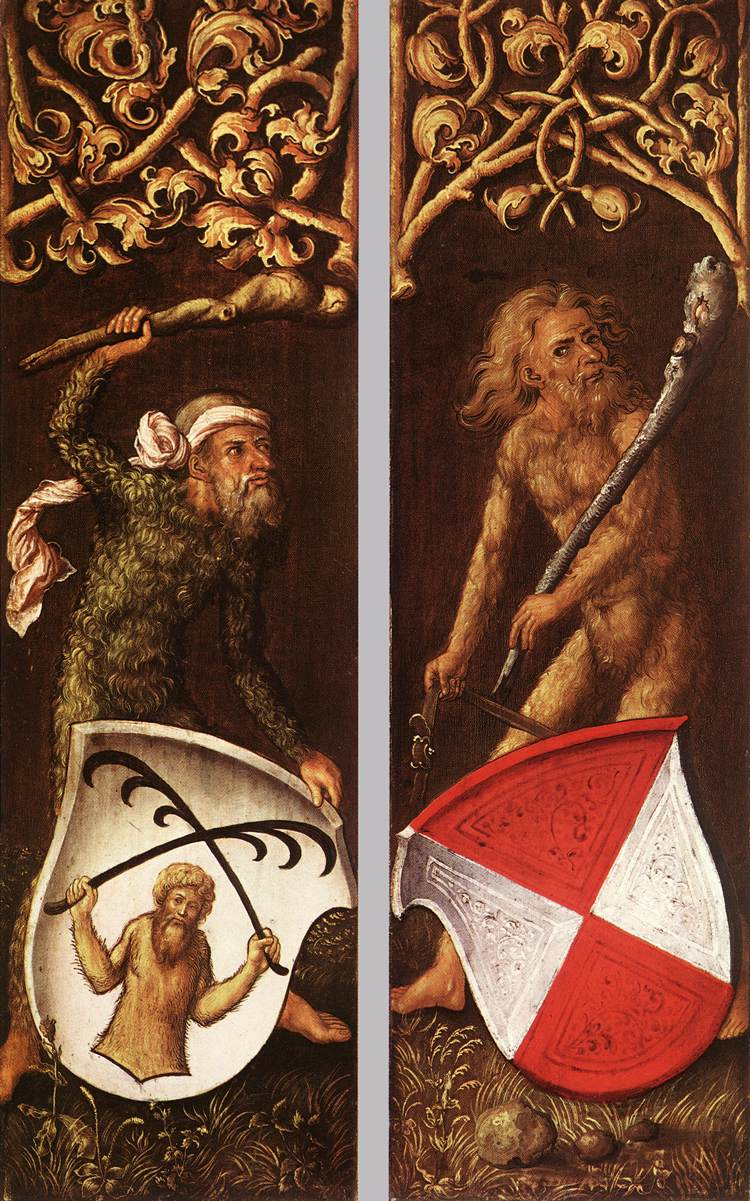
Dos "homes salvatges", en una pintura d'Albrecht Dürer del 1499 (Alte Pinakothek, Múnic)

La descripció de Joan Laurenci podria estar connectada amb la llegenda de l' "home salvatge", figura simbòlica que apareixia en cerimònies de diverses cultures relacionades amb el cap d'any o el carnaval.

## L'estàtua de Mamurius
Mamurius va tenir una estàtua de bronze i estava situada al costat del temple de Quirí al carrer anomenat Alta Semita, en el districte o Regio VI. És probable que tingués un accés a la Curia Saliorum Collinorum, el lloc de reunió dels sacerdots Salii.

## Clivus Mamurius
En escrits medievals apareix el nom del carrer "Clivus Mamurius", probablement indicant on antigament havia estat l'estàtua de Mamurius. Segons l'humanista Pomponius Laetus, l'estàtua estava on ara hi ha l'església de Santa Susanna al Quirinal, però altres catàlegs diuen que estava al Capitoli.